# 埃汀·明克斯
埃汀·明克斯（Aedin Mincks，2000年10月10日—）是美國的一位演員。他最著名的作品是在《天才學園》中飾演Angus Chestnut角色。他也在電影《熊麻吉》中飾演Robert角色。